# Yeongyang
Der Landkreis Yeongyang (kor.: 영양군, Yeongyang-gun) befindet sich in der Provinz Gyeongsangbuk-do in Südkorea. Der Verwaltungssitz befindet sich in der Stadt Yeongyang-eup. Der Landkreis hatte eine Fläche von 815,14 km² und eine Bevölkerung von 17.198 Einwohnern im Jahr 2019. Das Gebiet des Landkreises ist gebirgig mit tiefen Schluchten und nur 10 Prozent des Landes sind kultivierbar. Die Bevölkerungsdichte gehört zu den niedrigsten in Südkorea. Der Landkreis ist bekannt für den Anbau von Äpfeln und Chilischoten.

Lage des Landkreises in Gyeongsangbuk-do